# Kate Merlan

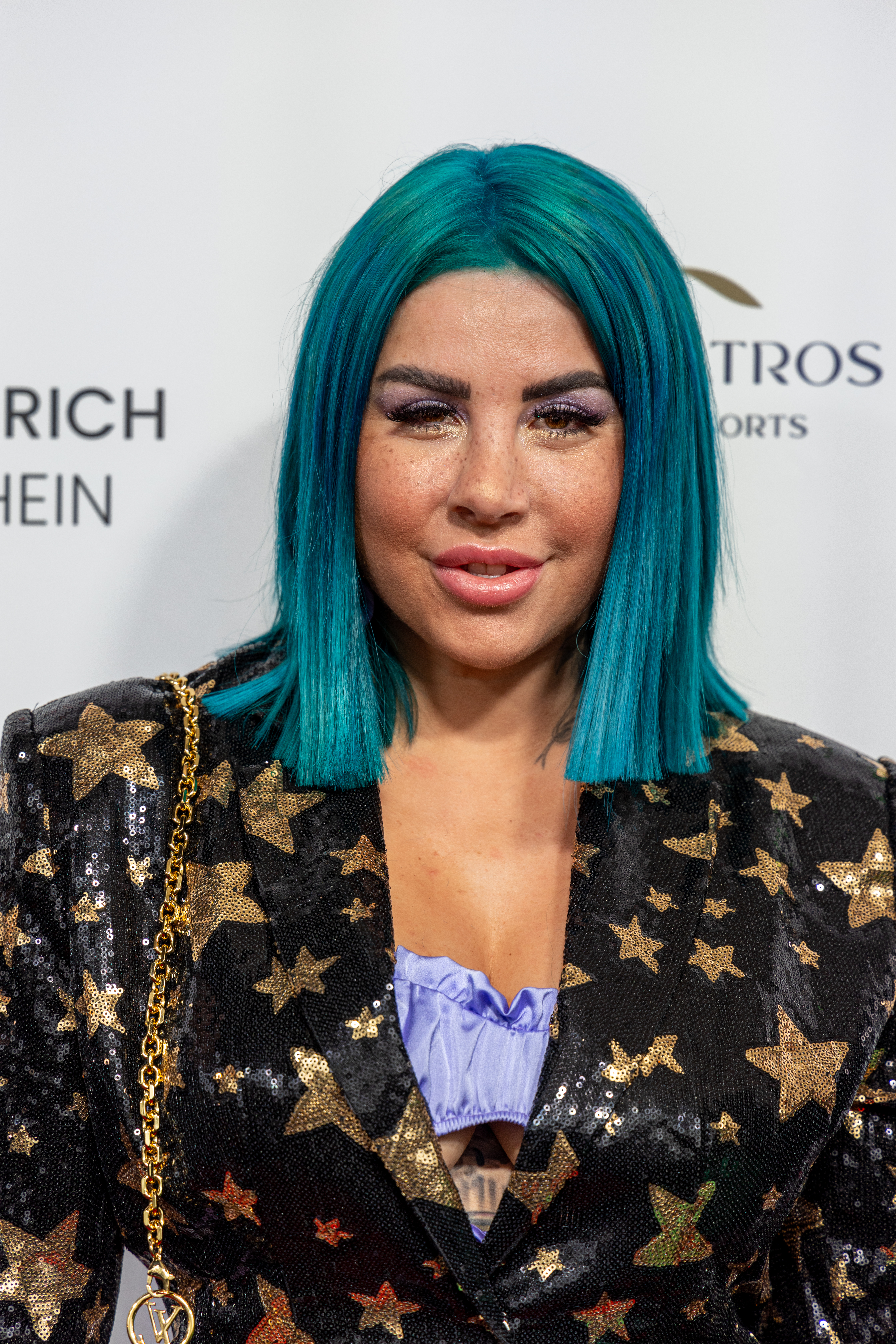
Kate Merlan (2023)

Kathleen „Kate“ Merlan (* 11. Februar 1987 in Salzwedel) ist eine deutsche Reality-TV-Teilnehmerin und ein Tattoo-Model.

## Leben
Kate Merlan wuchs in Sachsen-Anhalt auf. Vor ihrer TV-Karriere arbeitete sie als Abteilungsleiterin in einem Modegeschäft.
Im Jahr 2017 wurde ihre Beziehung zu dem Musiker Nino de Angelo bekannt, sie trennten sich jedoch im Frühjahr 2018. Ab 2018 war Merlan mit dem ehemaligen Caught-in-the-Act-Sänger Benjamin Boyce liiert. Seit Dezember 2020 ist sie mit dem neun Jahre jüngeren Fußballspieler Jakub Jarecki liiert, den sie im November 2021 heiratete.
Schlagzeilen machte Merlan durch diverse Schönheitsoperationen und Tätowierungen.

## TV-Karriere
Merlan hatte Auftritte als Kandidatin oder Darstellerin in den Sendungen Richter Alexander Hold, Achtung Kontrolle, Das perfekte Dinner, Take Me Out, mieten, kaufen, wohnen und Shopping Queen bevor sie 2015 in der Sendung Newtopia größere mediale Beachtung erlangte. An der Reality-Show nahm sie 102 Tage lang teil.
Im Jahr 2018 war Merlan Kandidatin in der Reality-Show Get the F*ck out of my House, in der sie kurz vor dem Finale ausschied.
Zusammen mit ihrem damaligen Partner Benjamin Boyce war sie im März 2019 in der taff-Wochenserie Promis im Pauschalurlaub zu sehen. Außerdem nahm sie mit ihm im Sommer 2019 an der Reality-Show Das Sommerhaus der Stars – Kampf der Promipaare bei RTL teil. Zwei Monate nach den Dreharbeiten gab das Paar die Trennung bekannt.
2020 war Merlan Kandidatin in der Reality-Show Kampf der Realitystars – Schiffbruch am Traumstrand zu sehen, in der sie den dritten Platz belegte. Zusammen mit ihrem Ehemann Jakub Jarecki belegte sie in der zweiten Staffel  von Prominent getrennt – Die Villa der Verflossenen den fünften Platz.

## TV-Auftritte (Auswahl)
- 2012–2013: Richter Alexander Hold (Fernsehserie, 2 Folgen)
- 2012: mieten, kaufen, wohnen[10] (VOX)
- 2013: Das perfekte Dinner[11] (VOX)
- 2014: Take Me Out[12] (RTL)
- 2015: Newtopia (Sat.1)
- 2018: Get the F*ck out of my House (ProSieben)
- 2019: taff-Wochenserie Promis im Pauschalurlaub (ProSieben)
- 2019: Das Sommerhaus der Stars – Kampf der Promipaare (RTL)
- 2020: Kampf der Realitystars – Schiffbruch am Traumstrand (RTL ll)
- 2021: Promis unter Palmen – Für Geld mache ich alles! (Sat.1)
- 2021: Temptation Island VIP (RTL)
- 2023: Prominent und Nützlich (RTL ll)
- 2023: Prominent getrennt – Die Villa der Verflossenen (RTL+)
- 2024: Shut the f* up! Silent Library (RTL+)
- 2024: The 50 (Prime Video)
- 2024: B:Real – echte Promis, echtes Leben (RTL ll)
- 2025: Stranger Sins (RTL+)
- 2025: Villa der Versuchung – Alles hat seinen Preis (Sat.1)